# Delias sambawana
Delias sambawana är en fjärilsart som beskrevs av Rothschild 1894. Delias sambawana ingår i släktet Delias och familjen vitfjärilar. Inga underarter finns listade i Catalogue of Life.

## Bildgalleri

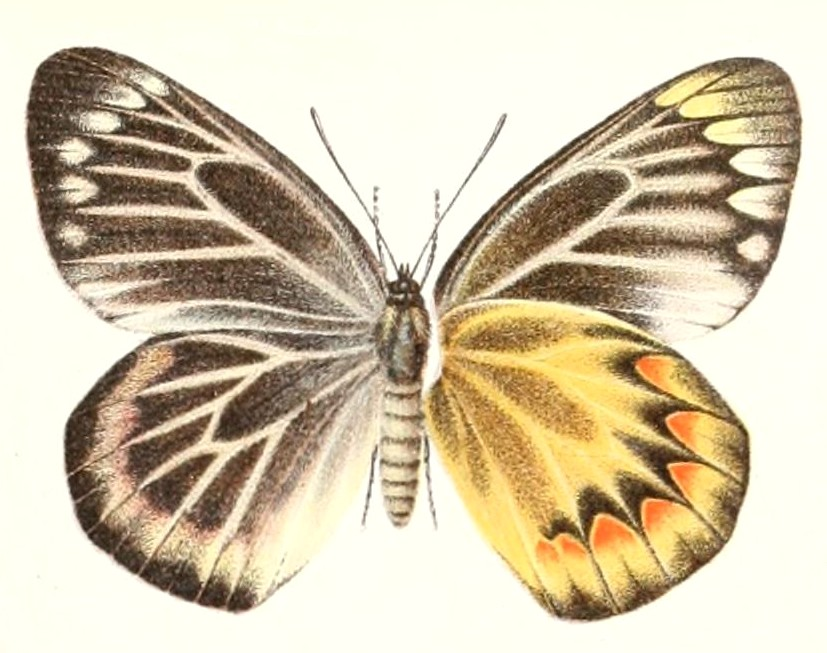